# Рокина
Ро́кина (эст. Rokina), ранее Ройкино (эст. Roikino), Ройкина, Роокина (эст. Rookina), Ро́кино (эст. Rokino) — деревня в волости Сетомаа уезда Вырумаа, Эстония. Исторически относится к нулку Мокорнулк.
До административной реформы местных самоуправлений Эстонии 2017 года входила в состав волости Меремяэ.

## География и описание
Расположена в 23 километрах к востоку от уездного центра — города Выру и в 5 километрах от российско-эстонской границы. Расстояние до волостного центра — посёлка Вярска — 22 километра. Высота над уровнем моря — 108 метров.
Климат переходный от морского к континентальному. Официальный язык — эстонский. Почтовый индекс — 65381.

## Население
По данным переписи населения 2011 года, в Рокина проживали 14 человек, все — эстонцы (сету в перечне национальностей выделены не были).
По данным переписи населения 2021 года, в деревне насчитывалось 15 жителей, все — эстонцы.
Численность населения деревни Рокина по данным переписей населения:
| Год  | 1959 | 1970 | 1979 | 1989 | 2000 | 2011 | 2021 |
| ---- | ---- | ---- | ---- | ---- | ---- | ---- | ---- |
| Чел. | 47   | ↘ 45 | ↗ 48 | ↘ 43 | ↘ 22 | ↘ 14 | ↗ 15 |

## История

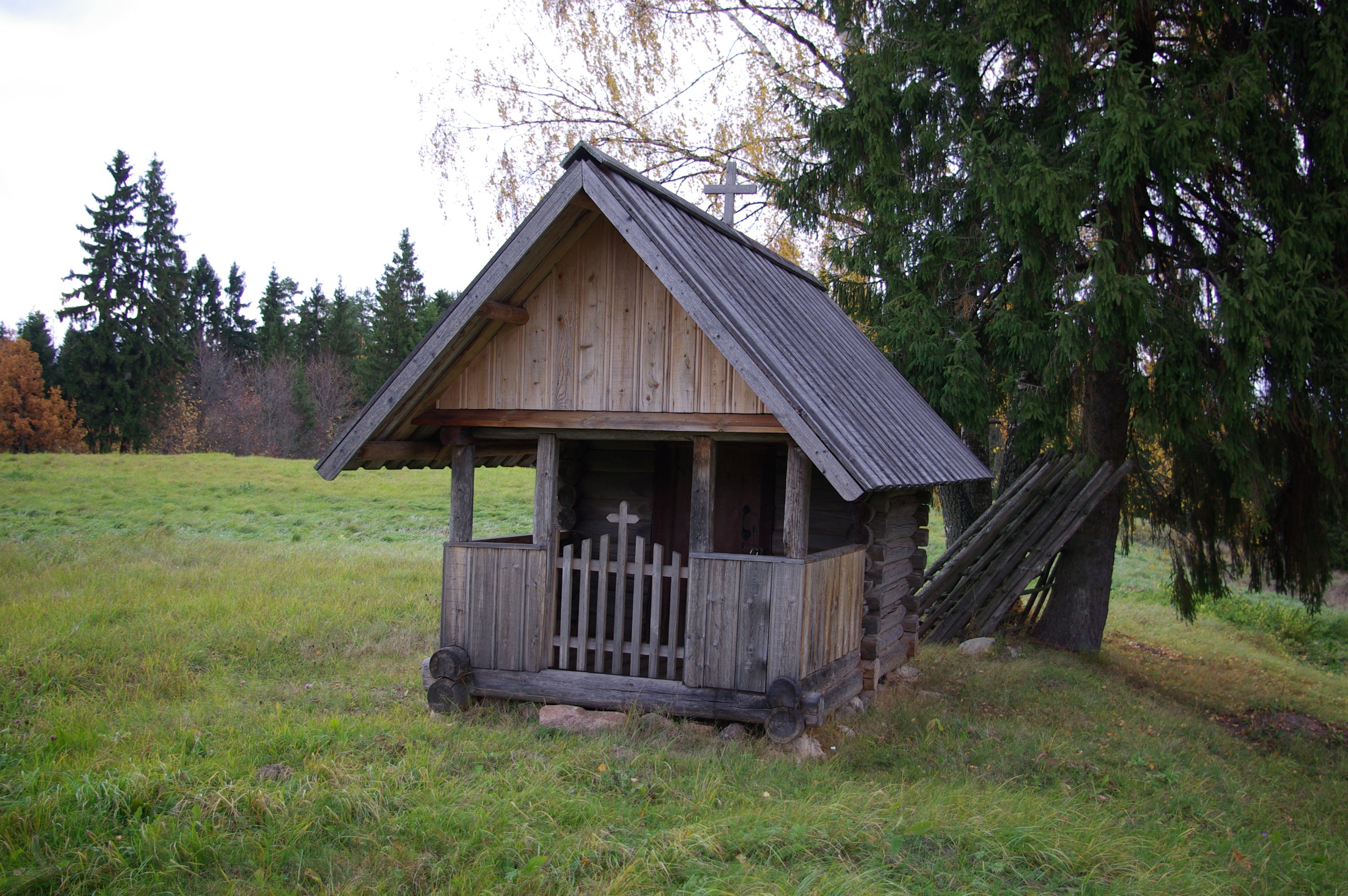
Часовня сету в деревне Рокина

В письменных источниках 1585 года упоминается Роткино, 1599 года — Ройкино, 1904 года — Roikina, Ро́йкино, примерно 1920 года — Rookina, 1922 года — Rokino, Rokinde. 
На военно-топографических картах Российской империи (1866–1867 годы), в состав которой входила Лифляндская губерния, деревня обозначена как Ройкина.
В XVIII веке относилась к Тайловскому приходу (эст. Taeluva kogudus), в XIX веке входила в общину Овинчище (эст. Obinitsa kogukond).
В деревне есть часовня сету (цяссон). Посвящена Святой Анастасии. Строение находится в хорошем состоянии, но в Государственный регистр памятников культуры Эстонии не внесено. Используется нерегулярно. Последний ремонт проводился в 2009 году на средства государственной программы «Сохранение и развитие святынь».

## Происхождение топонима
В случае эстонского происхождения топонима можно предложить слова ′roik′ и ′rokk′ («болтушка», «месиво», «корм для скота») или южно-эстонское слово ′rokin′.  
Эстонский учёный и языковед Энн Эрнитс предложил в качестве основы топонима русскую фамилию Роткин, языковед Тартуского университета Анжелика Штейнгольде — личное имя Ротка, которое представляет собой краткую форму имени Ростислав (или Родион → Родка). Трансформацию Роткино в Ройкино на основе русского языка объяснить невозможно. 

## Комментарии
1. ↑  Эстонские топонимы, оканчивающиеся на -а, не склоняются и не имеют женского рода (исключение — Нарва)[9].